# 馬樞輝
馬樞輝（？—？）為中國清朝官員，本籍不詳。馬樞輝於1862年（同治元年）奉旨接替陳鍔，於台灣地區擔任台灣府知府。而此官職是台灣清治時期此期間，受台灣道制約的台灣地方父母官。